# Leffe

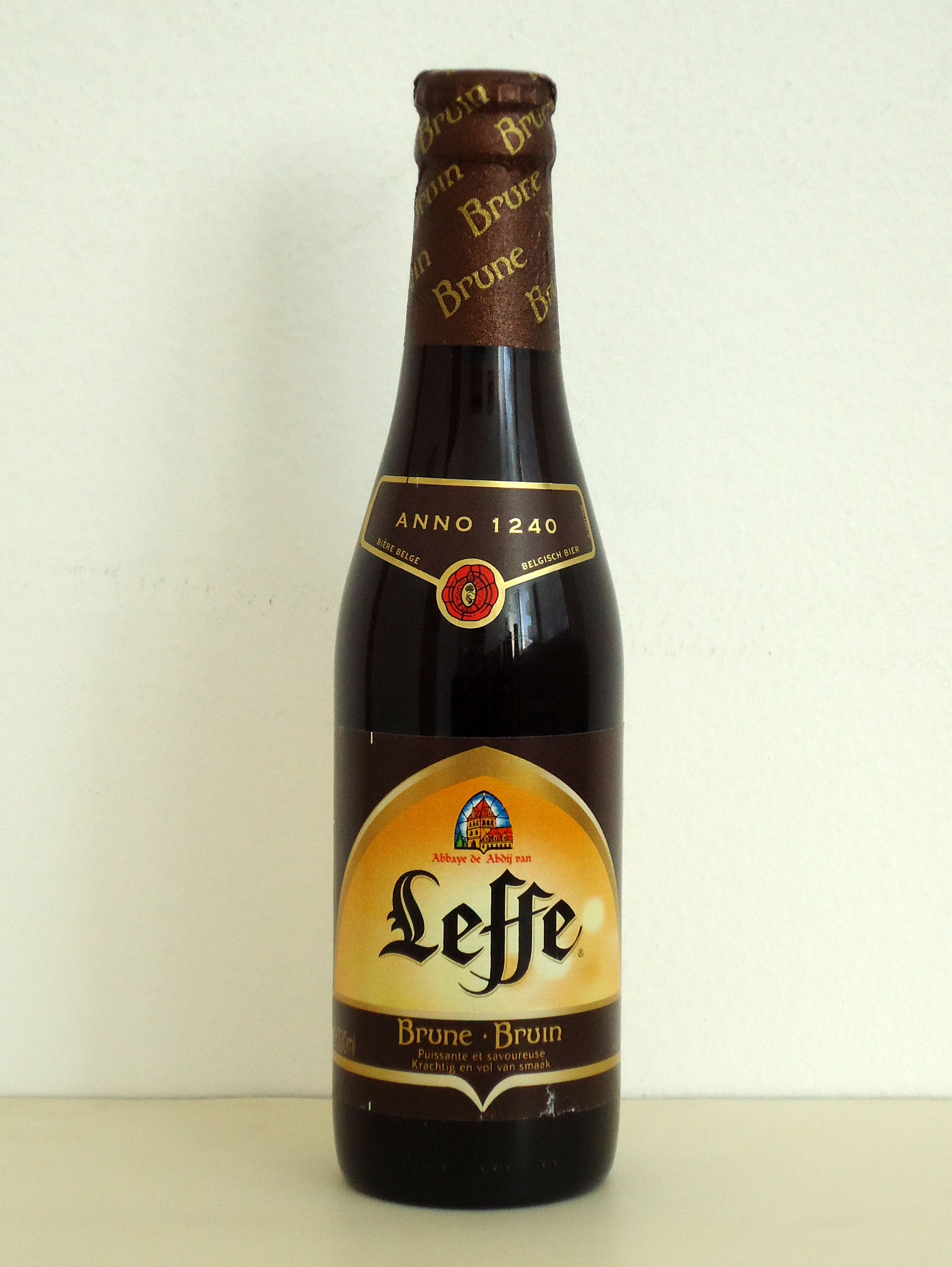
Eine Flasche Leffe bruin – krachtig en vol van smaak!

Leffe ist ein belgisches Abteibier der Anheuser-Busch-InBev-Gruppe. Es ist nach einer früheren Prämonstratenserabtei benannt und wird heute von mehreren Brauereien der Anheuser-Busch-InBev-Gruppe gebraut, in Belgien von Stella Artois in Löwen.
1152 gründeten Prämonstratenser die Abtei Notre-Dame de Leffe bei Dinant. 1240 kauften sie eine Brauerei und verlagerten sie in die Abtei. 1466 verloren sie das Eigentumsrecht, und die Brauerei wurde nunmehr verpachtet. Mit der Auflösung der Abtei während der Französischen Revolution wurde die Bierproduktion eingestellt. Erst 1952 erwarb die Brauerei Lootvoet die Namensrechte, deren Betrieb 1955 vom Stella-Artois-Konzern übernommen wurde. Die Produktion wurde 1975 in die Brasserie Garde in Mont-Saint-Guibert verlagert. In diesem Jahr lag der jährliche Ausstoß bei 18.000 Hektolitern; als dieser Standort 1996 geschlossen und die Produktion nach Leuven verlagert wurde, hatte er sich auf 300.000 Hektoliter erhöht. Stella Artois mit der Marke Leffe ging 1987 in der Interbrew-Gruppe auf, die nach dem Zusammenschluss mit der brasilianischen AmBev (2004) und danach der amerikanischen Anheuser-Busch (2008) zur heutigen (seit 2008) Brauereigruppe Anheuser-Busch InBev wurde.

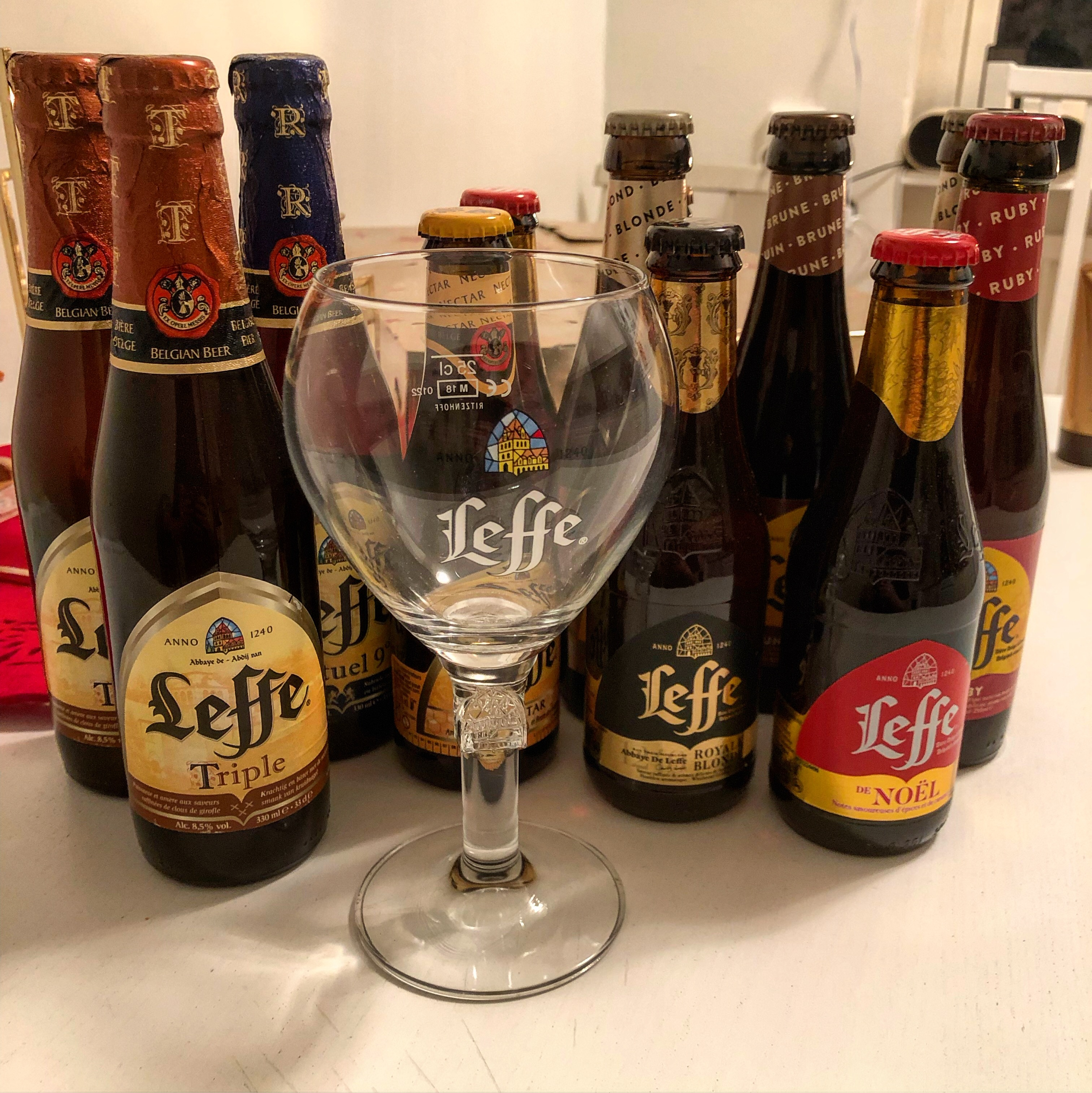
Leffe-Biersorten
- Leffe Ruby, Holunderbeersaft und wenige Rosenholzaromen (5,0 %)
- Leffe Nectar (5,5 %)
- Leffe Bruin (6,5 %)
- Leffe Blond (6,6 %)
- Leffe Zomer/Eté, Sommerbier, nur von März bis September verfügbar (5,2 %)
- Leffe Blond 0,0 (0,0 %)
- Leffe Royale (7,5 %)
- Leffe Radieuse (8,2 %)
- Leffe Tripel (8,5 %)
- Leffe Rituel 9° (9,0 %)
- Leffe Kerstbier (6,6 %) (nur saisonal zu Weihnachten im Angebot)